# ماكوتو تسومورا
ماكوتو تسومورا (津村まこと تسومورا ماكوتو) هي مؤدية أصوات يابانية ولدت في 22 يوليو 1965 في سابورو, هوكايدو.

## أدوارها في الأنمي

### مسلسلات أنمي تلفزيونية
- الفتى أسترو - أسترو
- بليتش - يويتشي شيباتا
- حكايات أشباح المدرسة - ليو كاكينوكي
- خيميائي الفولاذ - سيليم برادلي
- أبطال الديجيتال الجزء الثالث - نعيم
- كيكايشي - كونتا
- ناروتو - كيميمارو (أيام الطفولة)
- هيكارو نو غو - كيميهيرو تسوتسوي
- شامان كينج - إيلي
- عميل الهلوسة - شوغو أوشياما
- بوكيمون دياموند/بيرل - جوانا
- بوكيمون إكس/واي - تشيستر
- فيوتيفل جو - كابتن بلو جونيور

### أوفا أنمي
- سوبرنتشرل ذي أنيميشن - سام وينشيستر (أيام الطفولة)

### أفلام أنمي
- تسوباسا كرونيكل: أميرة بلد أقفاص الطيور - كوروري
- فيلم ديجيمون تيمرز: معركة المغامرون - تاكاتو ماتسودا
- فيلم ديجيمون تيمرز: قطار الديجيمون الهائج - تاكاتو ماتسودا

## أدوارها في ألعاب الفيديو
- سلسلة ألعاب ستريت فايتر
  - ستريت فايتر III: ثيرد سترايك - ماكوتو
  - سوبر ستريت فايتر IV - ماكوتو
  - سوبر ستريت فايتر IV آركيد إديشن - ماكوتو
  - ألترا ستريت فايتر IV - ماكوتو

## أدوارها في الدبلجة اليابانية
- منزل فوستر - ماك
- عالم الطباشير - رودي تابوتي

## وصلات خارجية
- ماكوتو تسومورا على موقع IMDb (الإنجليزية)
- ماكوتو تسومورا على موقع ميوزك برينز (الإنجليزية)
- ماكوتو تسومورا على موقع قاعدة بيانات الفيلم (الإنجليزية)
- ماكوتو تسومورا على موقع ANN person (الإنجليزية)